# Protorthodes smithii
Protorthodes smithii là một loài bướm đêm trong họ Noctuidae.